# Colt 1903 Pocket Hammerless
La Colt 1903 Pocket Hammerless es una pistola semiautomática de 7,65 mm, diseñada por John Moses Browning. Fue la primera pistola con martillo oculto fabricada por la Colt's Manufacturing Company de Hartford, Connecticut. La Colt 1908 Pocket Hammerless es una variante introducida 5 años después, calibrada para el cartucho 9 x 17 Corto.
Estas pistolas fueron populares como armas de fuego para civiles la mayor parte de su vida, también fue adoptada como arma corta para oficiales generales del ejército de los Estados Unidos (General Officers Model) desde la década de 1940 hasta su reemplazo por la M15 en la década de 1970. La Oficina de Servicios Estratégicos equipó con el modelo 1903 a sus oficiales durante la Segunda Guerra Mundial.